# Toyota Challenger 2009 - Doppio
Il doppio  del Toyota Challenger 2009 è stato un torneo di tennis facente parte dell'ATP Challenger Tour 2009.
Frederik Nielsen e Aisam-ul-Haq Qureshi, detentori del titolo, non hanno partecipato a questa edizione.
Andis Juška e Aleksandr Kudrjavcev hanno battuto in finale Aleksej Kedrjuk e Junn Mitsuhashi con il punteggio di 6–4, 7–6(6).

## Teste di serie
1. Martin Fischer /  Philipp Oswald (quarti di finale)
2. Andis Juška /  Aleksandr Kudrjavcev (campioni)

1. Aleksej Kedrjuk /  Junn Mitsuhashi (finale)
2. Hiroki Kondo /  Takao Suzuki (semifinali)

## Tabellone

### Legenda
| - Q = Qualificato - WC = Wild card - LL = Lucky loser | - ALT = Alternate - SE = Special Exempt - PR = Protected Ranking | - w/o = Walkover - r = Ritirato - d = Squalificato |

### Finali
|  | Semifinali | Semifinali             | Semifinali           | Semifinali | Semifinali |  |  | Finale | Finale                 | Finale                 | Finale | Finale |  |
|  |            |                        |                      |            |            |  |  |        |                        |                        |        |        |  |
|  |            | U Ihnacik G Jones      | 5                    | 6          | [6]        |  |  |        |                        |                        |        |        |  |
|  | 3          | A Kedrjuk J Mitsuhashi | 7                    | 2          | [10]       |  |  | 3      | A Kedrjuk J Mitsuhashi | A Kedrjuk J Mitsuhashi | 4      | 6      |  |
|  | 4          | H Kondo T Suzuki       | H Kondo T Suzuki     | 4          | 3          |  |  | 2      | A Juška A Kudrjavcev   | A Juška A Kudrjavcev   | 6      | 7      |  |
|  | 2          | A Juška A Kudrjavcev   | A Juška A Kudrjavcev | 6          | 6          |  |  |        |                        |                        |        |        |  |